# Sanda Toma (aviron)
Pour les articles homonymes, voir Sanda Toma et Toma.
Sanda Toma, née le 24 février 1956 à Ștefănești (Roumanie), est une rameuse d'aviron roumaine. 

## Carrière
Aux Jeux olympiques de 1980 à Moscou, Sanda Toma est sacrée championne olympique de skiff.
Elle est aussi championne du monde de skiff en 1979 et en 1981. 